# سفينغوزين
سفينغوزين أو سفنغوزين أو سفينجوزين أو سفنجوزين (بالإنجليزية: Sphingosine)‏ والاسم العِلمي لَه هوَ 2-أمين-4-أوكتاديسين-1,3-ديول، وهوَ كحول أميني يحتوي 18 ذرة كربون مع سلسلة هيدروكربون غير مشبعة، ويُعتبر المُكون الرئيسي للشحميات السفنغولية (صنف من ليبيدات الغشاء الخلوي تتضمن السفينغوميالين).

## الوظيفة
يُمكن فسفرة السفينغوزين في الجسم الحي بواسطة نوعين من الكيناز، سفينغوزين كيناز النوع الأول والنوع الثاني، وهذا يؤدي إلى تشكيل سفينغوزين-1-فوسفات والذي يُعتبر ليبيد إشعاري قوي.
تُعتبر نواتج عملية أيض الشحميات السفينغولية (مِثل السيراميد وَالسفينغوزين وَسفينغوزين-1-فوسفات) ليبيدات إشعارية تُشارك في عدد من العمليات الخلوية المُتنوعة.

## التخليق البيولوجي
يتم تَصنيع السفينغوزين مِن السيرين وَبالميتويل تميم الإنزيم-أ، حيثُ يتم تكثيفها لإنتاج ديهيدروسفينغوزين (سفينغوزين منزوع الهيدروجين).

ثُم يتم اختزال الديهيدروسفينغوزين إلى ثنائي هيدروالسفينغوزين (سفينغانين) بواسطة فوسفات ثنائي نيوكليوتيد الأدينين وأميد النيكوتين، وفي النهاية يتم أكسدته إلى سفينغوزين بواسطة ثنائي نيوكليوتيد الفلافين والأدينين.
لا يُوجد طريقة مُباشرة لتحويل السفينغانين إلى سفينغوزين، فلا بد من حدوث خطوة التأسيل (إضافة أسيل) إلى ثنائي هيدروالسيراميد والذي يتحول بعد ذلك إلى سيراميد عن طريق نزع الهيدروجين. يتم تصنيع السفينغوزين من خلال تَدَرُّك الشحميات السفنغولية في الجسيم الحال.

## روابط خارجية
- Sphingosine في المكتبة الوطنية الأمريكية للطب نظام فهرسة المواضيع الطبية (MeSH).